# 梁山伯與祝英台
梁山伯與祝英台是中國四大民间傳說之一，是一個口頭傳承的傳說故事，敘述祝英台女扮男裝求學，結識同窗梁山伯，最終卻無法結下姻緣的愛情悲劇。
中華人民共和國政府在2003年將梁祝傳說申報聯合國教科文組織設立的人類口頭和非物質遺產代表作。2006年被列入中華人民共和國第一批國家級非物質文化遺產名錄。

## 故事概要
相傳東晉時，浙江上虞祝家有一女祝英台（又名：祝九妹），女扮男裝到杭州遊學，途中遇到會稽來的同學梁山伯，兩人便相偕同行。同窗三年，感情深厚，但梁山伯（又名：梁三伯）並不知道祝英台是女兒身。後來祝英台中斷學業返回家鄉。梁山伯到上虞拜訪祝英台時，才知道三年同窗的好友竟是女紅妝，欲向祝家提親，此時祝英台已許配給馬文才（又名：馬俊）。之後梁山伯在鄞當縣令時，因過度鬱悶而去世了。祝英台出嫁時，經過梁山伯的墳墓，突然狂風大起，阻礙迎親隊伍的前進，祝英台下花轎到梁山伯的墓前祭拜，梁山伯的墳墓塌陷裂開，祝英台跳入墳中，其後墳中出現一對彩蝶，雙雙飛去。

### 河南省汝南縣版
西晉時，汝南郡南60里梁莊梁山伯到紅羅山書院求學，路過曹（草）橋，與十八里外祝莊女扮男裝亦到紅羅山書院求學的祝英台相遇，並結拜為弟兄。三年英台回家探望母親，山伯十八里相送，將英台送至家中，得知英台為女，遂私約終身。豈料祝父將英台許配馬莊一秀才馬文才。山伯如約來議婚，英台淚告已晚。山伯氣得當場吐血，歸家後一病身亡。家人將其葬在馬鄉官路西沿。馬文才迎娶祝英台，花轎至馬鄉村後，突起旋風擋路，祝英台下轎哭祭山伯，墓忽然裂開，英台撲入墓中，墓隨即合上。從墓中飛出金黃、雪白兩隻蝴蝶，在天空中翩翩起舞。

## 考據
中國許多古代典籍中都記載了梁祝的故事。

### 唐代文獻
初唐梁载言《十道四蕃志》：「義婦祝英台與梁山伯同冢。」這是故事的最早記載。
張讀《宣室志》：
「英臺，上虞祝氏女，僞爲男裝游學，與會稽梁山伯者同肄業。山伯，字處仁。祝先歸。二年，山伯訪之，方知其爲女子，悵然如有所失。告其父母求聘，而祝已字馬氏子矣。山伯後為鄞令，病死，葬鄮城西。祝適馬氏，舟過墓所，風濤不能進。問知山伯墓，祝登號慟，地忽自裂陷，祝氏遂并埋焉。晉丞相謝安奏表其墓曰義婦冢。」
在《鄞縣志》、《寧波府志》、《宜興荊溪新志》中皆有記載梁祝的故事。

### 宋代文獻
张津《乾道四明图经》：「義婦塚，即梁山伯祝英台同葬之地也。 在縣西十里接待院之後，有廟存焉。舊記謂二人少嘗同學，比及三年，而山伯初不知英台之為女也，其樸質如此。按《十道四蕃志》云，義婦祝英台與梁山伯同塚，卽其事也。」
史能之《咸淳毗陵志》：「祝陵在善卷山，岩前有巨石刻，云‘祝英台讀書處’，號‘碧鮮庵’。昔有詩云：‘蝴蝶滿園飛不見，碧鮮空有讀書壇’。」

### 元代文獻
白樸創作《祝英台死嫁梁山伯》的雜劇，不傳於今。

### 明清文獻

#### 明
徐樹丕《識小錄》：「梁山伯，祝英台，皆東晉人。梁家會稽，祝家上虞，同學於杭者三年，情好甚密。祝先歸。梁後過上虞尋訪，始知為女子。歸告父母，欲娶之。而祝已許馬氏子矣。梁悵然不樂，誓不復娶。後三年，梁為鄞令，病死，遺言葬清道山下。又明年，祝為父所逼，適馬氏，累欲求死。會過梁葬處，風波大作，舟不能進。祝乃造梁塚，失聲哀痛。塚忽裂，祝投而死焉，塚復自合。馬氏聞其事於朝，太傅謝安請贈為義婦。
(南朝齊) 和帝時（502年），梁復顯靈異助戰伐。有司立廟於鄞縣。廟前桔二株合抱，有花蝴蝶，桔蠹所化也，婦孺以梁稱之。
按，梁祝事異矣。《金樓子》及《會稽異聞》皆載之。夫女為男飾，乖矣。然始終不亂，終能不變，精神之極，至於神矣，宇宙間何所不有，未可以為證。」
冯梦龙《情天宝鉴》：「梁山伯、祝英台皆东晋人。梁家会稽，祝家上虞，尝同学。祝先归，梁后过上虞访之，始知为女。归乃告父母，欲娶之，而祝已许马氏子矣。梁怅然若有所失。後三年，梁为鄞令，病且死，遗言葬清道山下。又明年，祝适马氏，过其处，风涛大作，舟不能进。祝乃造梁冢，失声哀恸。忽地裂，祝投而死。马氏闻其事于朝，丞相谢安请封为义妇。和帝时，梁得显灵异效劳，封为忠义。有事立庙于鄞云。」
张岱《夜航船》卷十八：「四明梁山伯、祝英臺二人，少同學，梁不知祝乃女子。後梁爲鄞令，卒葬此。祝氏吊墓下，墓裂而殞，遂同葬。謝安奏封義婦冢。」

#### 清
翟灏《通俗编》：「白仁甫《祝英台》剧见《宣室志》，英台上虞祝氏女。伪为男装游学，与会稽梁山伯者同肄业。山伯、字处仁。祝先归二年。山伯访之，方知其为女子。怅然如有所失，告之其父母求聘。而祝已字马氏子矣。山伯后为鄞令，病死葬鄮城西。祝英台适马氏、舟过墓所，风涛不能进。问知山伯墓，祝登号恸，地忽自裂陷，祝氏遂并埋焉。晋丞相谢安奏表其墓曰『义妇冢』。」

### 诗词戏曲
|                              | 【醉落魄】傍人论伊，怎知道其间的实。奴见了心中暗喜。一别尊颜，不觉许多时。 【傍妆台】细思之，怎知你乔装改扮做个假意儿。见着你多娇媚，见着你□□□（□為缺字），见着你羞无地，见着你怎由已。情如醉，心似痴，刘郎一别武陵溪。 【前腔换头】奴家非是要瞒伊，自古道得便宜处谁肯落便宜。争奈我为客旅，争奈我是女孩儿。争奈我双亲老，争奈我身无主。今日里，重见你，柳藏鹦鹉语方知。 |
| ——元代戏文《祝英台》（輯本） | |

### 遺跡
1995年山东微山湖畔出土了一块明正德十一年（1516年）“梁祝墓记”碑刻。1997年宁波市高桥镇曾发现一座晋墓，因与地方志中记载梁山伯墓址接近且在梁山伯庙附近，一度被称为“梁祝古迹遗址”，后定名为“九龙墟晋墓”。

## 以梁祝傳說為本之藝術表演

### 歌仔戲
劇本原名《山伯英台》，亦是歌仔戲名劇。
- 《梁山伯與祝英台》，1984年5月30日於台視首播的歌仔戲電視劇。楊麗花飾演梁山伯、許秀年飾演祝英台、黃香蓮飾演四九、青蓉飾演銀心、小鳳仙飾演馬文才和梁母、林麗安飾演師母、柯玉枝飾演祝父、吳梅芳飾演祝母、洪秀玉飾演祝兄、潘麗麗飾演祝嫂。[7]
- 《梁山伯與祝英台》，1996年10月25日於華視首播的歌仔戲電視劇。朱婉清飾演梁山伯、葉青飾演祝英台、陳秀嫦飾演四九、連明月飾演銀心。
- 《梁山伯與祝英台》，1968年的舞台劇，楊麗花飾演梁山伯。[7]
- 《梁山伯與祝英台》，2000年的舞台劇，楊麗花飾演梁山伯、許秀年飾演祝英台、陳亞蘭飾演四九、紀麗如飾演銀心、洪秀玉飾演馬文才、吳梅芳飾演梁母、許仙姬飾演師母、林美玲飾演老師。[7]
- 《囍事雙飛》，2015年的舞台歌仔戲，秀琴歌劇團製作演出，張秀琴飾演梁山伯，莊金梅飾演祝英台，陳湣玲飾演馬文鳳，張心怡飾演李士九，林佩儀飾演祝銀心。

### 越劇
- 《梁山伯與祝英台》，是越劇的一齣經典劇目。越剧的艺术形式成型于二十世纪三十年代，而上虞县（与越剧发源地嵊县同属绍兴府）祝英台的传说在此之前已在浙东地区流传千载，成为当地民间文化的一部分，早在越剧《梁祝》出现前已被当地多种民间小调所取材，因此很自然地成为早期越剧的必演脚本。这些后来都与越剧《梁祝》一起促成苏浙地区（包括上海）人民深厚的梁祝情结。在这些地方，即使不会唱越剧的人都对《梁祝》的旋律有印象，可谓家喻户晓。

### 川劇
- 《柳蔭記》

### 京劇
京剧版《梁祝》由程派著名青衣张火丁改编并主演，张火丁在传承程派艺术的基础上，融合了多种元素，京剧版本梁祝也因此广受好评。

### 豫劇
豫剧《梁祝十八相送》，常香玉主演。

### 梨園戲
士九弄。

### 粵劇
廣東粵劇亦喜歡以梁山伯、祝英台的故為題，不少老倌有演出過。
- 《梁祝恨史》，由任劍輝飾演梁山伯、芳艷芬飾演祝英台。
- 《樓台會》，由林家聲飾演梁山伯、李寶瑩飾演祝英台。
- 《梁祝別恨》，由文千歲飾演梁山伯、梁少芯飾演祝英台。
- 《新梁山伯與祝英台》，由桂名揚飾演梁山伯、任劍輝飾演祝英台。

### 馬來語戲劇
- 《三伯英台》（Sam Pek Eng Tai: Butterfly Lovers），Felix Chia創作的1986年馬來語戲劇作品[8]。

### 音樂劇
- 《梁祝》，1999年由謝君豪飾演梁山伯、蓋鳴輝飾演祝英台。
- 《梁祝四十》2002年，音樂劇，台北國家劇院演出，凌波飾梁山伯、胡錦飾演祝英台、李昆飾演四九、任潔飾演銀心、造成轟動。
- 《梁祝》，2003年由台灣大風音樂劇場製作音樂劇，鍾耀光作曲，李小平導演，辛曉琪飾演祝英台、王柏森飾演梁山伯、黃士偉飾演馬文才、洪瑞襄飾演銀心。於國家戲劇院首演。
- 《梁祝的繼承者們》，2014年由林奕華編導的音樂劇作品。

### 舞台劇
- 《梁祝下世傳奇》，2005年由何韻詩飾演祝英台、周國賢飾演梁山伯、梁祖堯飾演祝英台、楊淇飾演銀心，於香港演藝學院舞台上演。
- 《祝英台》，2023年由馬來西亞星音符劇團製作，鍾潔希飾演祝英台、李安田飾演梁山伯，於星音符劇場與吉隆坡表演藝術中心舞台上演。[9]

### 電影
- 《梁祝痛史》，1926年公映的中国无声电影 ，由金玉如飾演梁山伯、胡蝶飾演祝英台。
- 《山伯英台》，1931年公映的荷屬東印度電影，參演演員不詳。
- 《梁山伯祝英台前集》，1935年9月11日公映兩集的香港粵語電影，由羅品超飾演梁山伯、譚玉蘭飾演祝英台。
- 《梁山伯祝英台後集》，1935年9月26日公映兩集的香港粵語電影，由羅品超飾演梁山伯、譚玉蘭飾演祝英台。
- 《梁山伯與祝英台》，1940年公映的中国華語電影，由顾也鲁飾演梁山伯、张翠红飾演祝英台。
- 《梁山伯，祝英台》，1948年9月公映兩集的香港粵語電影，由張活游飾演梁山伯、紅線女飾演祝英台、歐陽儉飾演四九、陳露華飾演銀心。
- 《新梁山伯祝英台》，1951年公映一集的香港粵語電影，由黃超武飾演梁山伯、任劍輝飾演祝英台、伊秋水飾演四九、梁無相飾演銀心。
- 《梁山伯再會祝英台》，1952年6月12日公映兩集的香港粵語電影，由新馬師曾飾演梁山伯、鄧碧雲飾演祝英台、伊秋水飾演四九、紫葡萄飾演銀心。
- 《梁山伯與祝英台》，1952年10月12日公映兩集的香港廈門語電影，由黃石飾演梁山伯、鷺芬飾演祝英台。
- 《梁山伯與祝英台》，1953年被拍成中国大陆第一部彩色越剧電影，由范瑞娟飾演梁山伯，袁雪芬飾演祝英台。1954年，时任中华人民共和国国务院总理兼外交部长的周恩来在出席日内瓦会议时曾邀请卓别林等国际知名人士观看此片，并将其称作“中国的《罗密欧与朱丽叶》”。[10][11]
- 《梁山伯與祝英台》，1955年8月3日公映兩集的香港廈門語電影，由江帆飾演梁山伯、鷺芬飾演祝英台、黎明飾演四九、凌波飾演銀心。
- 《梁山伯與祝英台》，1955年8月10日公映兩集的香港粵語電影，由梁無相反串飾演梁山伯、鄭碧影飾演祝英台、許瑩英反串飾演四九、李雁飾演銀心。
- 《梁祝恨史》，1958年8月10日公映兩集的香港粵語電影，由任劍輝反串飾演梁山伯、芳艷芬飾演祝英台、周海棠反串飾演四九、陳好逑飾演銀心。
- 《梁山伯與祝英台》，1963年公映的香港潮語電影，由莊雪娟反串飾演梁山伯、石玲飾演祝英台、邱麗卿反串飾演四九、鄭純英飾演銀心。
- 《梁山伯與祝英台》，1963年4月4日於香港公映的黃梅調電影作品，由邵氏兄弟製作，導演李翰祥，樂蒂飾演祝英台，凌波反串飾演梁山伯，李昆飾演四九、任潔飾演銀心。此劇在第二屆金馬獎獲得最佳劇情片獎、最佳導演獎、最佳女主角獎、最佳演員特別獎（凌波）、最佳剪輯獎（姜興隆）、最佳音樂獎（周藍萍），同年獲第十屆亞洲影展最佳彩色攝影獎、最佳音樂獎、最佳錄音獎（王永華）、最佳美術設計獎（陳其銳）。
- 《三伯英台》，1963年4月24日於台北上映，美都歌劇團演出的彩色台語歌仔戲電影，李泉溪導演，楊祖光等出品。
- 《梁山伯與祝英台》，1964年12月25日公映於香港的國語電影，嚴俊導演，由李麗華反串飾演梁山伯、尤敏飾演祝英台、沈殿霞反串飾演四九、沈芝華飾演銀心。
- 《梁山伯与祝英台新传》，1994年公映的中国大陆电影，由刘国权导演，濮存昕饰演梁山伯，胡慧中饰演祝英台，程前饰演马文才，陈小艺饰演银心。本片为喜剧结局。
- 《梁祝》，1994年8月公映的香港粵語電影，由徐克導演，吳奇隆飾演梁山伯、楊采妮飾演祝英台。為了因應時代的風氣，電影中將祝英台塑造成一位天真浪漫不拘禮教的女子，祝母為了讓女兒多學詩書禮儀，命她女扮男裝至她年輕時在杭州遊學的崇綺書院讀書。電影中的書院重視書本和體育方面的均衡發展，在同學情誼的劇情中，還安排了在男校中「同性情愫」的演出。和各代版本最大的不同處，在於這齣電影讓梁山伯提前知道祝英台的身分，並且有了進一步的男女關係。除了男女情感外，這齣電影也利用人物的化妝，表現強調了東晉時代重視門第的觀念。另外，電影中有不少書生都愛吃五石散，據稱是徐克希望用來反映電影拍攝時香港年青人濫用藥物的問題。電影中用了著名的梁祝小提琴協奏曲作為電影配樂，由黃霑作詞，吳奇隆與楊采妮演唱，有國語（普通話）與粵語版本。
- 《武侠梁祝》，又名《劍蝶》，2008年9月11日公映的香港粵語電影，由馬楚成執導及編劇，吴尊飾演梁山伯、蔡卓妍飾演祝英台。

### 電視劇
- 《七世姻緣－第二世－梁山伯與祝英台》，1975年香港粵語电视剧，由麗的映聲製作，文千歲飾演梁山伯、歐陽佩珊飾演祝英台、陳儀馨飾演銀心。
- 《民間傳奇之梁山伯與祝英台》，1977年香港粵語电视剧，由香港電視廣播有限公司製作，劉松仁飾演梁山伯、李琳琳飾演祝英台、羅浩楷飾演馬文才、陳復生飾演銀心、楊志恆飾演四九。
- 《梁山伯與祝英台》，1985年中国大陆越劇電視劇，由上海電視台製作，范瑞娟饰演梁山伯，傅全香饰演祝英台，張桂鳳饰演祝公运。
- 《梁山伯與祝英台》，1985年中国大陆青年版越劇電視劇，由上海電視台製作，章瑞虹饰演梁山伯，陳穎饰演祝英台。
- 《蝴蝶的傳說》，1995年中国大陆越劇電視劇，由上海东方电视台制作，韓婷婷饰演梁山伯，方亞芬饰演祝英台。
- 《新梁山伯与祝英台》，1995年中国大陆电视剧，由上海电影制片厂制作，贾宏声饰演梁山伯，千百惠饰演祝英台。
- 《西遊記》，1996年香港电视剧，由香港電視廣播有限公司製作，黎耀祥飾演黎山君（梁山伯）、陳安琪飾演李文君（祝英台），千世情劫之第五百零二世（痴情書生）的情節。
- 《七世夫妻之梁山伯與祝英台》，1999年臺灣民視無線台八點檔閩南語連續劇，永真電視電影製作，趙擎飾演梁山伯、賈靜雯飾演祝英台、張晨光飾演馬文才、張鳳書飾演銀心、李國超飾演四九。
- 《新梁山伯祝英台》，2000年臺灣中國電視公司八點檔連續劇，潑墨仙人公司製作，羅志祥飾演梁山伯、梁小冰飾演祝英台、陳嘉輝飾演馬文才、江祖平飾演銀心、歐漢聲飾演四九。
- 《梁山伯與祝英台》，2002年中国大陆越劇電視劇，由中央電視台、浙江省戲劇家協會影視部製作，盧葉東饰演梁山伯，王伊麗饰演祝英台。
- 《梁山伯與祝英台》，2007年中国大陆电视剧，由湖南时代明星传媒有限公司製作，何潤東飾演梁山伯、董潔飾演祝英台、陳冠霖飾演馬文才。
- 《師父·明白了》，2013年香港电视剧，由香港電視廣播有限公司製作，故事背景為梁祝故事的300年後。
- 《羅密歐與祝英台》2023年香港電視劇，由香港電視廣播有限公司製作。

### 動畫
- 《蝴蝶夢-梁山伯與祝英台》，2003年12月31日播出，由台灣中央電影公司和上海美术电影制片厂联合製作，蕭亞軒飾演梁山伯、劉若英飾演祝英台、吳宗憲飾演馬文才。

### 音樂及歌曲
- 《梁山伯與祝英台》，又名《化蝶》，後人把歌曲填詞演變成現在的《恨綿綿》，一般用中國樂器或小提琴演奏。
- 《梁祝小提琴協奏曲》，1958年上海音樂學院學生何占豪、陳鋼、俞麗拿以越剧《梁山伯与祝英台》的旋律为基础所作。该协奏曲后来也被改编为钢琴协奏曲。1980年代初，香港音樂人鄭國江將《梁祝協奏曲》譜上歌詞，並由歌手關正傑演繹，成為歌曲《恨綿綿》。[12]

- 林冠吟的《梁祝》。
- S.H.E的《茱羅記》。
- 卓文萱 & 曹格《梁山伯與茱麗葉》
- 《新梁祝》，又名《多媒體梁祝》，由美籍華人小提琴家高翔改編，以音樂配合現場演說、圖片的多媒體方式演繹，把單一的小提琴表演形式改編成用二胡與小提琴互相對話呼應的表演形式，用兩個樂器來對應故事的兩個主角，賦予曲子全新的的靈魂，讓人耳目一新。2015年10月18日，美國6炫組合在中央音樂香港基金主席鄭慧博士的邀請下在香港大會堂進行亞洲首演。[13]

### 演唱會
- 華語流行歌手甄妮於2000年3月紅磡香港體育館的「一份真」演唱會上，將《梁祝》黃梅調搬上演唱會舞台。甄妮負責祝英台部份，與演唱會嘉賓，飾演梁山伯的凌波，演唱長達十分鐘的「十八相送」及「樓台會」精華片段。

### 游戏
腾讯天美工作室群L1工作室旗下的游戏《王者荣耀》制作了4周年限定皮肤-上官婉儿·梁祝。皮肤形象以该故事最有特色的女扮青年男性角色的“女小生”所呈现。皮肤专属台词由越剧表演家茅威涛献声，展现了“尺调弦下哀婉情，起调拖腔意无穷。”的感情。在特效设计上，抓住梁祝化蝶故事情节“楼台一别恨如海，泪染双翅身化彩蝶”作为表现重点。并将诗词歌赋作为元素贯穿局内特效的设计，呈现出风格化的文化特色。

### 漫畫
日本漫畫家皇名月的同名漫畫作品。

### 舞蹈
亦有將梁祝傳說改編為各種舞蹈型式演出者，包括芭蕾舞、現代舞等。

### 花式滑冰
- 中国花式滑冰运动员陈露于1998年冬奥首次演绎梁山伯與祝英台的花样滑冰版。

### 话剧
- 古野浩昭主要依据渡边明次翻译的赵清阁的长篇小说《梁祝》创作了日语话剧《梁祝》，2009年在日本镰仓首次公演[14][15]。

## 参看
- 七世夫妻
- 英國名劇作家威廉·莎士比亞的知名愛情悲劇《羅密歐與茱麗葉》

## 延伸閱讀
- 伊维德：〈补做遗剧：论现代梁祝杂剧 （页面存档备份，存于）〉。
- Mao, Xian. . eBook: Kindle Direct Publishing. 2013.

## 外部連結
- A cross art exhibition based on the Butterfly Lovers' by Royal College of Music and Royal College of Art students （页面存档备份，存于）
- Short biography of Zhang Du, author of Records of the Xuan Hall （页面存档备份，存于） (in Chinese)
- Information of the present locations of Yin and Mao （页面存档备份，存于） (in Chinese)
- The Butterfly Lovers – A Chinese play in English performed by Oxford University students
- Liang Zhu Violin Concerto （页面存档备份，存于）